# ديبان (فلم)
ديبان (بالفرنسية: Dheepan) هو فيلم دراما وجريمة، تم إنتاجه في فرنسا وصدر في سنة 2015. الفيلم من إخراج جاك أوديار وكتابة توماس بديغان وجاك أوديار ونوي ديبري ، فاز بالسعفة الذهبية في مهرجان كان السينمائي 2015.

## القصة
جندي سابق في نمور التاميل يشق طريقه من سريلانكا إلى باريس مع امرأة وفتاة شابة متظاهرين بأنهم عائلة من أجل الحصول على اللجوء السياسي.

### ترشيحات وجوائز
| السنة | الحدث                     | الفئة          | النتيجة  |
| ----- | ------------------------- | -------------- | -------- |
| 2015  | مهرجان كان السينمائي 2015 | السعفة الذهبية | فـــــوز |

## وصلات خارجية
- ديبان على موقع IMDb (الإنجليزية)
- ديبان على موقع ميتاكريتيك (الإنجليزية)
- ديبان على موقع روتن توميتوز (الإنجليزية)
- ديبان على موقع نتفليكس (الإنجليزية)
- ديبان على موقع قاعدة بيانات الأفلام العربية
- ديبان على موقع ألو سيني (الفرنسية)
- ديبان على موقع أول موفي (الإنجليزية)
- ديبان على موقع بوكس أوفيس موجو (الإنجليزية)
- ديبان على موقع فيلمافينيتي (الإسبانية)
- ديبان على موقع قاعدة بيانات الأفلام السويدية (السويدية)